# 卡莫鼠屬
卡莫鼠屬（学名：Komodomys）为哺乳綱、囓齒目、鼠科的一屬哺乳动物。而與卡莫鼠屬（卡莫鼠）同科的動物尚有奧庫鼠屬（奧庫鼠）、短吻蝠屬（短吻蝠）、爪哇鼠屬（爪哇鼠）、粗尾鼠屬（粗尾鼠）等之數種哺乳動物。

## 下属物种
本属包括以下物种：
- 卡莫鼠 Komodomys rintjanus (Sody, 1941)